# Luis Manuel García
Luis Manuel García Palomera, noto semplicemente come Luis García (Talpa de Allende, 31 dicembre 1992), è un calciatore messicano, portiere del Toluca.

## Carriera
Cresciuto nel settore giovanile del Chiapas, ha esordito in prima squadra il 23 gennaio 2013 disputando l'incontro di Copa México pareggiato 0-0 contro il Cruz Azul Hidalgo.

## Palmarès
- Campionato messicano: 1

Toluca: 2024-2025 (Clausura)